# 相沢二葉
相沢 二葉（あいざわ ふたば、12月8日 - ）は、日本の女性声優。埼玉県出身。アールグルッペ所属。

## 人物
趣味・特技は写真・水族館巡り、図書館司書資格。

## 出演
太字は主演、もしくはメインキャラクター。

### テレビアニメ
- 明治東亰恋伽（2019年、女将）

### ドラマCD
- CANVAS
- 困ったときには星に聞け!

### 吹き替え
- フルハウスTAKE2（ジン・セリョン）※レギュラー

### テレビ
- ウルトラマンガイア
- 千葉TV「DO☆WATCH」リポーター

### CM
- ワコール
- 株式会社SYK

### 映画
- 20世紀少年 第1章、第2章

### PV
- Yamaha Music Lesson Online
- 株式会社ルーフ

### 舞台
- 劇団X-tension
  - STAGE:000「うちのだりあの咲いた日に」
  - STAGE:01「Klytia‘s Flower」
  - STAGE:02「フール・コンサート～Non encore Non cheer～」
  - STAGE:03「さて、ここでクイズです。」
- PROPAGANDA STAGE　第23回公演「Re-birth」
- Human b.　第21回公演「シンクロニシティー ～千年の龍が刻む足跡～」
- ビジュ・プロモーション 終戦記念公演「遥かなり我が祖国」
- ゼロ・カンパニー　最終公演「ジンバブエに降る雪」

### その他
- エスエス製薬イベント用VP
- 政府インターネット番組「覚えて安心、守って安全　自転車安全利用のためのルール！！ 」
- オンラインTV局 jiqoo.TV(ジクー･ティービー)「ごちゃもじゃ」